# سوزان هان
سوزان هان (بالألمانية: Susanne Hahn)‏ هي عداءة مراثونية ألمانية، ولدت في 23 أبريل 1978 في هيلدسهايم في ألمانيا.

## وصلات خارجية
- سوزان هان على موقع الاتحاد الدولي لألعاب القوى (الإنجليزية)
- سوزان هان على موقع أوليمبيديا (الإنجليزية)
- سوزان هان على موقع اللجنة الأولمبية الألمانية (الألمانية)